# James Hay, XV conte di Erroll
James Hay, XV conte di Erroll, nato James Boyd (Falkirk, 20 aprile 1726 – Callendar House, 3 luglio 1778), è stato un nobile scozzese.

## Biografia
Nato nel 1726 a Falkirk con il nome di James Boyd, era il secondo figlio di William Boyd, IV conte di Kilmarnock, e di sua moglie, Lady Anne Livingston, figlia di James Livingston, V conte di Linlithgow. Mentre suo padre era il Conte di Kilmarnock, lui era riconosciuto con il titolo nobiliare di Lord Boyd.
Durante l'insurrezione giacobita del 1745, suo padre, il conte, sostenne il Giovane Pretendente, nonostante sia James che il fratello William, stessero svolgendo delle commissioni per Giorgio II: James nell’esercito, mentre William nella marina. Restando leale agli Hannover, James prestò servizio durante la Battaglia di Cullonden nel 1746, combattendo contro suo padre. Con la sconfitta dei Giacobini, il conte fu catturato e portato a capo scoperto nell’accampamento, dove è stato riconosciuto dal figlio James, il quale posò il suo stesso elmo sul capo del padre. Questo fu l’ultimo momento in cui si incontrarono, finché il Conte fu portato a Londra dove fu accusato di tradimento e giustiziato l’anno seguente: tutte le sue terre e i suoi titoli furono confiscati, perciò James fu privato della sua eredità.
Nel 1751, nonostante l’abolizione del titolo nobiliare, a James fu concesso di ereditare la tenuta di Kilmarnock. Ciò includeva anche il Castello Dean, la prima residenza familiare che è stato distrutto in seguito a un incendio del 1735. Cercando di saldare i debiti del padre (alcuni dei quali ereditati) James ha venduto le rovine del castello al XIII Conte di Glencaim.
Nel 1758 cambiò il suo cognome in Hay quando successe alla sua prozia come "conte di Erroll".
Tra il 1770 e il 1774 è stato al servizio della Paria rappresentativa nella Camera dei Lord.
James morì il 3 luglio 1778 a Callendar House.

## Matrimoni

### Primo matrimonio
Sposò, il 15 settembre 1749, Rebecca Lockhart (?-2 maggio 1761), figlia di Alexander Lockhart, Lord Covington. Ebbero una figlia:
- Lady Mary Hay (24 luglio 1754-?), sposò John Scott, non ebbero figli.

### Secondo matrimonio
Sposò, nel 1762, Isabella Carr (1747-3 novembre 1808), figlia di Sir William Carr. Ebbero dodici figli:
- James Hay (?-1797);
- Lady Charlotte Hay (1763-1800), sposò il reverendo William Holwell, non ebbero figli;
- Lady Anne Isabella Hay (1765-1793);
- Lady Augusta Hay (1766-1822), sposato George Boyle, IV conte di Glasgow, ebbero tre figli;
- George Hay, XVI conte di Erroll (1767-1798);
- Lady Harriet Jane Hay (1768-1812);
- Lady Margaret Hay (1769-1832), sposò Charles Cameron, ebbero tre figli;
- Lady Maria Elizabeth Hay (1771-1804), sposò il reverendo George Moore, non ebbero figli;
- William Hay, XVII conte di Erroll (1772-1819);
- Lady Frances Hay (1773-1806);
- Lady Flaminia Hay (1774-1821), sposò il capitano George James, non ebbero figli;
- Lady Jemima Hay (1776-1822).

## Morte
Morì il 3 luglio 1778, a 52 anni, a Callendar House.